# شارون جي. فليك
شارون جي. فليك (بالإنجليزية: Sharon G. Flake)‏ (24 ديسمبر 1955)؛ كاتِبة مُتخصِّصة في أدب الأطفال وروائية أمريكية. درست في جامعة بيتسبرغ.